# 53 Kalypso
53 Kalypso este un asteroid din centura principală, descoperit pe 4 aprilie 1858, de Robert Luther.